# Mark McCormack
Mark Hume McCormack (Chicago, 6 november 1930 - New York, 16 mei 2003) was een Amerikaanse advocaat en oprichter van het internationale marketingbureau International Management Group (IMG).
Mark McCormack had een dochter uit zijn eerste huwelijk en drie kinderen uit zijn tweede huwelijk. In 2003 kreeg hij een hartaanval waardoor hij in coma raakte. Vier maanden later overleed hij. 
De familie heeft de aandelen in IMG voor $750.000.000 verkocht.

## Biografie
Na zijn schooltijd op het College of William and Mary ging McCormack naar de Yale-universiteit. Na afloop van zijn militaire dienst werkte hij enkele jaren op een advocatenkantoor in Cleveland.
Golfspeler Arnold Palmer was zijn eerste klant, maar niet alleen sporters, ook politici en andere bekende mensen werden door IMG vertegenwoordigd, soms alleen voor een speciaal evenement.

### Sport
Naast het vertegenwoordigen van sporters deed McCormack zelf ook aan sport. Hij speelde golf en kwalificeerde zich in 1958 voor het US Open. Hij publiceerde over golf en bedacht de World Amateur Golf Ranking, zoals die nog steeds bestaat.

## Boeken
- What They Don't Teach You at Harvard Business School: Notes From A Street-Smart Executive, New York: Bantam (1984)
- Wat ze je niet leren op de universiteit. Nederlands versie (Bijbel voor de zakenman
- What They Still Don't Teach You at Harvard Business School, New York: Bantam (1989)
- Never Wrestle with a Pig and Ninety Other Ideas to Build Your Business and Career, Penguin (2002)
- The Terrible Truth About Lawyers: How Lawyers Really Work and How to Deal With Them Successfully, * Harper Collins (1987)
- Success Secrets
- The 110% Solution
- Hit the Ground Running
- What You'll Never Learn on the Internet
- Staying Street Smart in the Internet Age
- Mark McCormack on Negotiating, Century (1995)
- Mark McCormack on Selling, Random House Business Books (1995)
- Mark McCormack on Managing, Random House Business Books (1995)
- Mark McCormack on Communicating, Dove Entertainment (1999)